# 马克西姆·沙扎尔
马克西姆·沙扎尔（法語：Maxime Chazal；1993年4月24日—）是一位法國男網球運動員，個人單打最高排名為234名，在2016年3月7日取得，而雙打最高排名則在2018年2月9排347名。他首次在ATP巡迴賽會內賽參賽是2013年13公開賽的雙打賽事，但在第一輪出局。

## 外部連結
- 马克西姆·沙扎尔（英文/西班牙文）的官方資料